# Comics

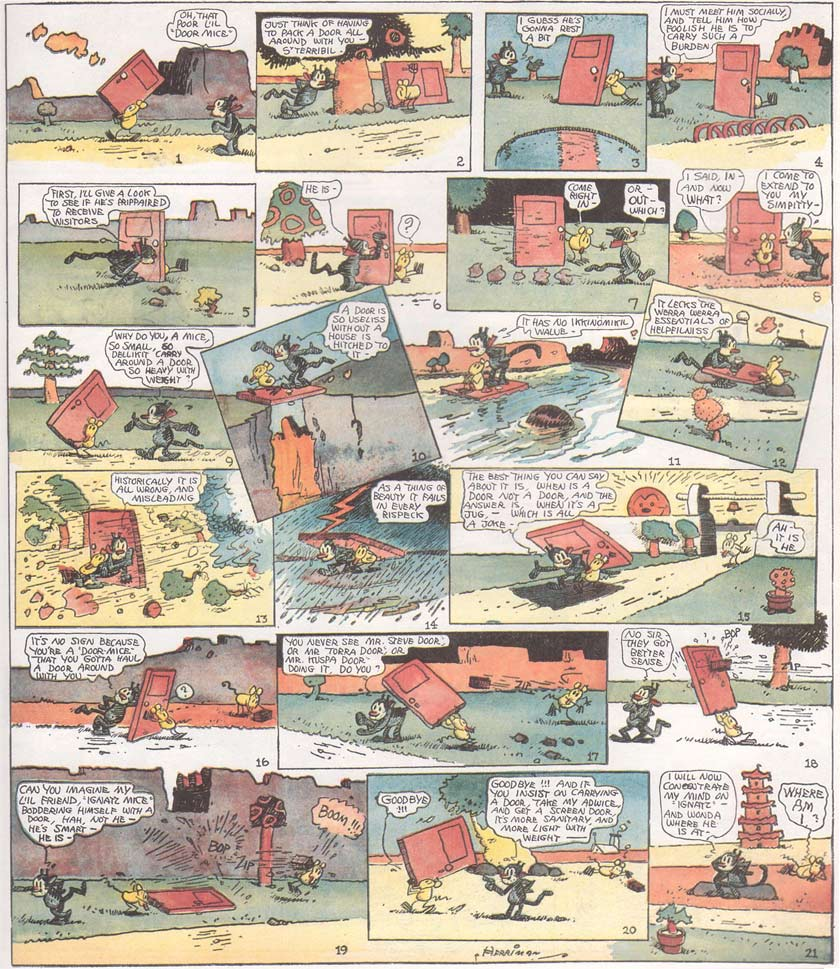
Planche du 21 janvier 1921 du célèbre strip de George Herriman Krazy Kat.

Comics est le terme utilisé aux États-Unis pour désigner la bande dessinée. Il provient du mot signifiant « comique » en anglais car les premières bandes dessinées publiées aux États-Unis étaient humoristiques. Cependant dans le monde francophone, le sens s'est restreint pour désigner spécifiquement la bande dessinée américaine.

## Description
Apparus à la fin du XIXe siècle, les « comic strips » sont de courtes bandes dessinées de quelques cases publiés dans la presse, s'étendant généralement sur une bande en semaine (« daily strip »), une page entière le week-end (« sunday strip ») et racontant le plus souvent une courte histoire humoristique, ou parfois une aventure, sous forme de feuilleton.
Les comic books sont des périodiques de quelques dizaines de pages racontant une histoire développée, publiées dans des fascicules à périodicité régulière, apparues dans les années 1930. Si tous les genres sont représentés, les plus connus sont ceux mettant en scène des super-héros, édités par DC Comics et Marvel Comics, qui participent du comics mainstream. Avec la naissance du comics underground dans les années 1960, suivi par la bande dessinée alternative, ce format a également permis à la bande dessinée d'auteur américaine de s'exprimer dans toute sa diversité.
La bande dessinée a eu du mal à se faire reconnaître comme un art à part entière aux États-Unis. Ainsi le terme de « graphic novel » (en français : « roman graphique »), est apparu dans les années 1970, il est devenu ensuite populaire depuis les années 1990. Dans le but de désigner des albums de bande dessinée plus ambitieux que les comic books et publié par des éditeurs alternatifs, il a été rapidement galvaudé et désigne aujourd'hui avant tout un format, l'album, qu'il s'agisse d'une création originale ou de la compilation de planches d'abord parues dans des comic books. Le terme de Graphic novel est maintenant parfois contesté et perçu comme prétentieux. Les recueils de comic strips sont eux généralement appelé reprints ou anthology. D'autres modes de publications similaires, comme les fanzines, la small press ou les webcomics, sont également originaires des États-Unis.

### En France
En France, le terme comics est apparu plus tard. Dans les années 1980, des éditeurs se sont mis à employer le terme comics, d'abord pour des œuvres qui n'étaient pas forcément en lien avec des super-héros, puis pour qualifier le genre super-héros, le terme est ensuite devenu synonyme de « bande dessinée de super-héros ». Un genre qui est prédominant aux États-Unis. En effet, les bandes dessinées de Disney ou celles des journaux sont rarement ou jamais appelées comics bien qu'étant américaines. Avec l'arrivée des bandes dessinées japonaises, appelées manga, la tendance à appeler comics la bande dessinée américaine s'est renforcée.

## Historique

### Origines
En 1842 paraît aux États-Unis une édition pirate de la bande dessinée Les amours de M. Vieux-bois de Rodolphe Töpffer qui est suivi par la publication des autres œuvres de cet auteur, toujours sous formes d'éditions pirates. Des artistes américains ont alors l'idée de produire des ouvrages semblables. Journey to the Gold Diggins by Jeremiah Saddlebags de James A. et Donald F. Read est en 1849 la première bande dessinée américaine,.
L'essor de la bande dessinée doit attendre cependant plusieurs années, quand les journaux commencent à se faire une concurrence acharnée et que pour attirer le lecteur les magnats de la presse William Randolph Hearst et Joseph Pulitzer décident de publier des bandes dessinées dans leurs journaux. De nombreuses séries importantes voient alors le jour et la grammaire de la bande dessinée se met en place. En 1894, Joseph Pulitzer publie dans le New York World le premier strip en couleurs, dessiné par Walt McDougall. La même année, dans le New York World, Richard F. Outcault propose Hogan’s Alley et Le 25 octobre 1896, le personnage principal de cette série, le Yellow Kid, prononce ses premières paroles dans un phylactère.
Les histoires de quelques cases disposées horizontalement sur deux bandes ou une page s'imposent rapidement : c’est le début des Comic strips. En 1897, Rudolph Dirks crée dans American Humorist, supplément hebdomadaire du New York Journal, The Katzenjammer Kids (Pim Pam Poum). Très vite, Dirks utilise des bulles et sa série de bande dessinée devient la première à utiliser systématiquement la narration linéaire). À partir du 24 septembre 1905, Winsor McCay publie Little Nemo in Slumberland dans le New York Herald de Pulitzer.

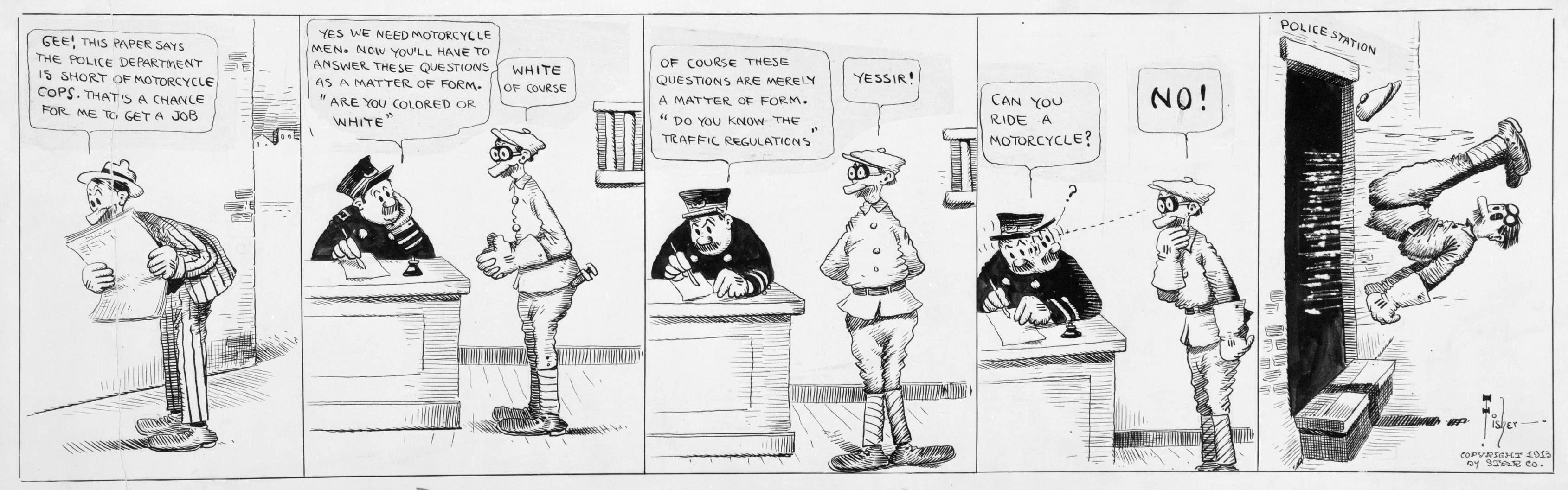
Un daily strip de Mutt and Jeff daté de 1913.

En 1903 qu'apparaît le premier daily strip (« bande quotidienne »), c'est-à-dire le premier comic strip publié quotidiennement, en noir et blanc, dans les pages intérieures d'un journal mais la bande ne s'impose pas et il faut attendre 1907 pour voir un nouvel essai. Le 15 novembre de cette année est publié dans le San Francisco Chronicle de Hearst Mr A. Mutt Starts In to Play the Races de Bud Fisher. Peu après, Fisher ajoute à Mutt un acolyte, Jeff, et la série devient Mutt and Jeff,. Le succès de la série amène cette fois les autres journaux à proposer des daily strip d'une bande en noir et blanc en semaine et un sunday strip d'une page ou une demi-page en couleur le dimanche. Cinq ans plus tard, Hearst est à l'origine d'une autre innovation qui structure en profondeur le comic strips : la syndication systématique. Les auteurs doivent céder à l'éditeur leurs droits de diffusion. Celui-ci peut alors proposer aux journaux américains et du monde entier des abonnements aux différentes œuvres de son catalogue, permettant à l'auteur de connaître une diffusion beaucoup plus importante que s'il ne publiait que dans un seul quotidien.
Parmi les séries de cette époque, certaines sont destinées à devenir des classiques comme Krazy Kat, de George Herriman, Polly and Her Pals de Cliff Sterrett, Gasoline Alley de Frank King, Little Orphan Annie créé par Harold Gray, Popeye d'E. Segar, etc.
On trouve aussi des adaptations de personnages existants comme Mickey Mouse ou Tarzan, dessiné par Hal Foster d'après le personnage d'Edgar Rice Burroughs.

### Apparition
En 1933, la bande dessinée américaine connaît une nouvelle révolution avec l'apparition des comic books, d'abord gratuits puis à partir de 1934 payants. En février de cette année-là, paraît Famous Funnies, un comic book de cent pages vendu au prix de dix cents et qui reprend des strips de journaux. En 1938, une maison d'édition nommée National Allied Publications décide de lancer un nouveau comic book nommé Action Comics dans lequel apparaît le premier super-héros Superman, créé par Joe Shuster et Jerry Siegel. Le succès est immédiat et bientôt de nombreux éditeurs vont proposer des comics de super-héros et DC va aussi continuer dans cette voie et proposer dans le numéro 27 de Detective Comics, Batman, créé par Bob Kane et Bill Finger.
L'apparition du comic book ne signifie pas la fin du comic strip et de nombreuses séries majeures apparaissent : Le Fantôme (The Phantom) de Lee Falk, Prince Vaillant  de Hal Foster, Spirit, de Will Eisner, Pogo de Walt Kelly. Le 2 octobre 1950 paraît le premier strip des Peanuts de Charles Schulz. Les strips les plus appréciés sont alors diffusés dans des centaines de journaux et sont lus par des dizaines de millions de personnes.

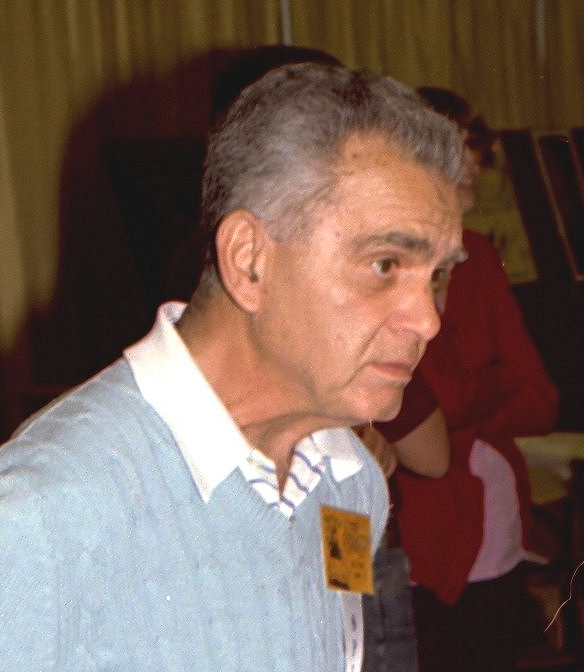
Jack Kirby, cocréateur de Captain America.

En 1940, alors que la guerre menace, apparaît Captain America, créé par Joe Simon et Jack Kirby. Le titre va lancer la vague des super-héros patriotiques qui seront la norme lorsque la guerre éclatera. Dès la fin de la guerre, ces héros n'ayant plus d'ennemis disparaissent. Toutefois, les comics de super-héros ne sont pas ceux qui dominent le marché. Le genre le plus important est celui des comics mettant en scène des animaux anthropomorphes comme Mickey Mouse ou Bugs Bunny mais d'autres genres connaissent aussi le succès : les comics humoristiques, les comics éducatifs, les séries mettant en scène des adolescents et même des comics d'information. Néanmoins, ce sont les super-héros et les animaux humanisés qui dominent le marché.

### Après-guerre
Après la guerre, les super-héros patriotiques disparaissent et les autres super-héros perdent aussi leurs lecteurs, qui préfèrent se tourner vers d'autres genres comme les comics policiers dont les ventes progressent fortement, comme Crime Does Not Pay qui se vend à plus d'un million d'exemplaires. Un autre genre apparaît après-guerre, celui des romance comics qui apparaissent en 1947 avec la parution de Young Romance de Joe Simon et Jack Kirby. Le succès est immédiat (les ventes entre le premier et le troisième numéro sont triplées) et les imitations fleurissent. Les comics d'horreur constituent le troisième genre qui attire les lecteurs. La maison d'édition EC Comics lance en 1949 ses premiers comics d'horreur Crypt of Terror et The Vault of Horror qui seront eux aussi imités. Ces trois genres vont cependant disparaître. En 1950, le marché de la romance est saturé et finalement s'effondre : le nombre de séries est divisé par deux entre le premier et le second semestre 1950 et en 1951, seules trente séries sont encore publiées. En 1954, c'est l'instauration d'un organisme de censure, le comics code, institué par les éditeurs pour éviter l'instauration d'une censure d'état, qui amène l'arrêt brutal des séries policières et d'horreur. En septembre 1956 commence une nouvelle période nommée l'âge d'argent des comics, qui fait surtout référence aux évolutions dans les comics books. Ce mois-là paraît, chez DC Comics, le no 4 du comic book Showcase dans lequel est recréé le personnage de Flash. Par la suite, toujours dans ce même comic book sont créés d'autres personnages qui gagnent leurs propres séries, ce qui lance définitivement l'âge d'argent.

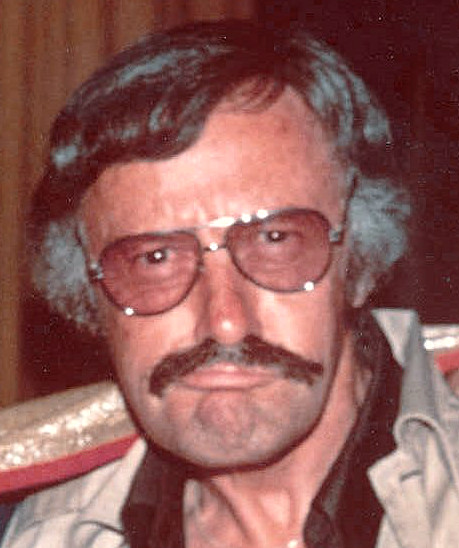
Stan Lee en 1973.

Voyant que le genre super-héros revient à la mode, la maison d'édition Marvel Comics lance des séries du même genre, écrites par Stan Lee. Apparaissent donc les Quatre fantastiques en août 1961 dessinés Jack Kirby qui participe aussi à l'élaboration de l'intrigue, Hulk en mai 1962 (Lee et Kirby), Thor en août 1962 (Lee et Kirby), Spider-Man en août 1962 (Lee et Steve Ditko), Iron Man en mars 1963 (Lee et Don Heck), les X-Men et les Vengeurs tous deux en septembre 1963 (Lee et Kirby), etc. Le succès de ces séries fait de Marvel la première maison d'édition devant DC. À côté des comics de super-héros, on continue à trouver des westerns, des histoires de guerre, de l'espionnage, etc. publiés par DC et Marvel mais aussi par d'autres éditeurs comme Gold Key, Dell Comics, Gilberton Publications, Harvey Comics ou encore Charlton Comics.
Alors que l'édition des comics, soumis au comics code, est intégrée dans un circuit de création et de distribution organisé, une nouvelle forme de bande dessinée destinée à un public adulte se développe. Les comics underground, ou « comix », se caractérisent par leur liberté de ton volontiers provocatrice et portant un discours critique sur la société américaine. Les circuits de diffusion, journaux underground ou fanzines), sont originaux et échappent ainsi à la censure. Ils naissent lors de l'essor des mouvements contestataires des années 1960 et 1970 et développent, le plus souvent, un discours critique de la société américaine. Les tirages sont confidentiels mais leur influence est importante. Peu à peu ce type de bande dessinée se développe : le nombre de comix publiés augmente (300 en 1973) et les ventes se chiffrent parfois en dizaine de milliers d'exemplaires. Cette bonne santé dure le temps des mouvements revendicatifs et lorsque la contestation s'affaiblit les ventes de comix s'en ressentent. La scène underground se transforme alors peu à peu en scène alternative.

### Depuis les années 1970
Après l'âge d'or et l'âge d'argent, l'âge de bronze est une période de difficultés tant pour les comic books que pour les comic strips mais aussi une période d'innovation pour tenter de lutter contre ces difficultés. L'âge de bronze, dont la date de début varie selon les auteurs, s'étend durant les années 1970 et 1980. L'une des premières caractéristiques de cet « âge de bronze » est le réalisme qui s'impose aux dépens d'un aspect parfois enfantin. Cette évolution du contenu des comics est à mettre en relation avec les changements de la société américaine : lutte pour la reconnaissance des minorités ethniques, remise en cause de l'autorité. Le monde des comics est alors plus complexe et plus sombre.
Les ventes de comics durant cette période diminuent mais certaines séries résistent, comme Superman ou Batman, qui bénéficient d'une base de lecteurs fidèles. De nouvelles séries s'imposent car elles bénéficient de la présence de jeunes auteurs talentueux. C'est le cas des X-Men, recréés en 1975, lorsqu'ils sont pris en main par Chris Claremont et John Byrne. De nouvelles personnalités émergent alors que dans le même temps de nouveaux genres apparaissent sur les stands comme l'heroic fantasy, l'horreur ou le kung fu. Quant à la bande dessinée underground, elle évolue aussi en abandonnant son aspect revendicatif et en devenant le lieu de l'expression personnelle des auteurs. On ne parle plus d'underground mais de bande dessinée alternative, qui va trouver de nouveaux lieux de diffusion que sont les magasins spécialisés dans la vente de comics. De plus, les auteurs trouvent de nouveaux éditeurs prêts à publier leurs ouvrages. Cette métamorphose de l'underground en alternatif trouve un exemple évident dans le parcours de Art Spiegelman, d'abord auteur underground puis fondateur d'une revue RAW où il publie Maus. Spiegelman fait paraître en 1986 le premier tome de Maus (intitulé Maus: A Survivor's Tale) qui sera suivi en 1992 de Maus: from Mauschwitz to the Catskills valant à l'auteur un prix Pulitzer spécial en 1992.
Le milieu des années 1980 est souvent marqué comme une période de changements désignée comme l'âge moderne des comics. En effet, en 1985 paraît Crisis on Infinite Earths de Marv Wolfman et George Perez qui permet la recréation de l'univers DC. Puis en 1986 sortent The Dark Knight Returns de Frank Miller et Watchmen d'Alan Moore et Dave Gibbons. Les thèmes sont plus adultes et la violence est plus visible que dans un comics classique. Cependant ces séries majeures dans l'histoire des comics ne peuvent masquer la crise continue que connaît l'industrie des comics dont les ventes diminuent constamment. Le début des années 1990 semblent voir un regain d'intérêt pour la bande dessinée mais cela est en fait un feu de paille dû à une bulle spéculative qui amène des personnes à acheter des comics, parfois en plusieurs exemplaires, en faisant le pari que leur valeur va s'envoler. Lorsque cet espoir fallacieux s'évanouit, les ventes s'effondrent. Les conséquences sont une disparition de maisons d'éditions et des magasins de comics ainsi qu'une concentration dans le domaine de la diffusion. Cette crise amène les éditeurs à soigner le contenu de leurs comics : des scénaristes de cinéma, de télévision ou des romanciers sont appelés pour écrire des scénarios de comics, les scénarios se complexifient, les récits sont plus réalistes et la psychologie des personnages est mieux développée. De plus pour attirer le lecteur qui pourrait craindre de se perdre dans un univers existant parfois depuis plus de 60 ans, les recréations sont courantes. Les séries prennent un nouveau départ permettant de suivre l'histoire même si le passé du héros n'est pas connu par le lecteur. Randy Duncan et Matthew J. Smith parlent d'un « âge de la réitération » pour caractériser cette période dans laquelle les héros sont constamment recréés, que ce soit dans l'univers classique ou dans des versions alternatives.
À côté des deux grands éditeurs de comics, Marvel et DC, qui dominent le marché, des éditeurs, qualifiés d'indépendants, parviennent à exister en proposant le plus souvent des œuvres plus personnelles et dans des genres autres que celui des super-héros. Dans ces cas, le format comic book n'est plus nécessairement choisi et la forme du roman graphique peut être préférée.

## Adaptations et transmédialité
L'adaptation des Comics est un phénomène relativement ancien qui précède largement celle d'autres types de bandes dessinées (« franco-belge » et « manga »). Le Flash Gordon d'Alex Raymond est ainsi adapté en serial (série télévisée) dès 1936 et ce produit audiovisuel connaît un succès important (puisqu'il donna lieu à deux suites). À en croire Nicolas Labarre, dans un article publié dans Comicalités, l'adaptation est très fidèle puisqu'elle reprend directement certaines cases des différents livres et assimile presque la bande dessinée à une forme de story board (tel est également le cas avec l'adaptation des Watchmen). Par contre, l'adaptation de ce comic semble poser un problème en termes de hiérarchie culturelle et nous invite à penser le rapport que nous entretenons avec les différents médias mobilisés par nos pratiques culturelles : « Yet, in all these cases, the enthusiasm or disdain with which the serial is described strongly differs from the reverence devoted to Raymond’s work. While both cultural objects have survived to some extent, they now occupy very different places within popular culture ».
Il y eut 53 adaptations de comic-books réalisées entre 2000 et 2015 pour le cinéma dont deux avaient pour personnage principal une femme.

## Diffusion internationale
Les comics représentent le monde, ils s’ouvrent sur le monde, sur les nouveautés et les aventures. Les comics peuvent s’inscrire dans les manuels scolaires afin de montrer qu’ils peuvent s’utiliser comme de la propagande américaine, avec Captain America, lors de la guerre froide. À travers ces derniers, l’auteur essaie de diffuser, aux lecteurs, des idéologies de sa société. Avec par exemple le nationalisme guerrier dans Captain America, il montre aussi les angoisses liées à la ville dans Batman ou encore les médias dans Spiderman. Les comics sont alors comme une médiation nécessaire entre la société et ses acteurs.

## Différences avec la bande dessinée franco-belge

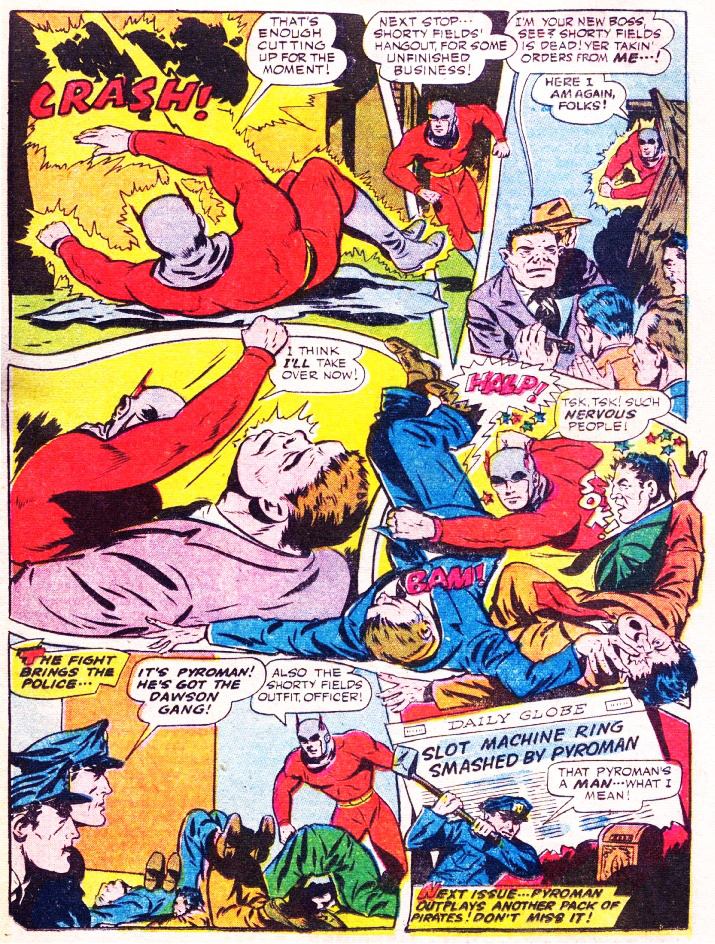
Exemple d'une page d'un comic book des années 1940 : America's Best Comics #22 page 29 (juin 1947).

Ces différences sont des généralisations qui concernent principalement les comics mainstream.
- Les comic books sortent sous forme de fascicule broché sur une base régulière (mensuelle), et demandent l'implication de différents artistes pour sortir dans les temps : bien souvent, il y a un scénariste, un dessinateur, un encreur, un lettreur, un coloriste. L'album européen n'existe pas ni la prépublication en magazine. Le terme « graphic novel » recouvre tout ce qui n'est pas fascicule, que ce soit les gros volumes en noir et blanc (Un contrat avec Dieu de Will Eisner est considéré comme l'un des premiers graphic novels historiques), les formats « over-sized », ou « tabloid », calqués sur les albums franco-belges, voire les « trade paperbacks » qui compilent des histoires pré publiées en fascicules.
- Les personnages et les séries n'appartiennent pas aux créateurs, mais aux éditeurs. Sauf si l'auteur s'auto-publie ou s'il s'arrange avec l'éditeur pour détenir le droit de sa série, ce qui n'est pas la norme. C'est pour ça que la plupart des comics changent régulièrement de scénaristes et de dessinateurs au cours de leur existence.
- Les séries sont sous la direction d'un rédacteur en chef qui a son mot à dire sur l'orientation générale de la série. Il peut décider qu'une série n'est plus viable telle quelle et demander le changement d'équipe créative. Il peut également demander des modifications importantes (mort d'un personnage, changement de costume) pour susciter à nouveau l'intérêt des lecteurs. Parmi les décisions éditoriales contestables on peut citer le « reboot » (nouveau démarrage de la série au numéro 1 pour attirer un nouveau lectorat).
- Le système de distribution est différent aux États-Unis. Les comics étaient autrefois vendus exclusivement dans les kiosques et les drugstores (drogueries épiceries) et sont maintenant disponibles presque uniquement dans les « comics-shop », des magasins spécialisés. Les éditeurs essaient d'élargir leur mode de distribution en publiant des « trade paperbacks » (recueil regroupant plusieurs épisodes d'une même série, afin de former une histoire complète) dans les rayons librairie des grandes surfaces ou dans les librairies généralistes comme la chaîne de points de vente Barnes & Noble.